# Ура (приток Юлы)

Бассейн Северной Двины

Ура — река в центре Архангельской области, правый приток реки Юлы.

## Характеристика
Длина реки составляет 83 км, площадь водосборного бассейна — 800 км². Ура начинается на Кеврольской возвышенности у границы Верхнетоемского и Виноградовского районов Архангельской области. Течёт с юго-востока на северо-запад. Впадает в реку Юла. Река замерзает в ноябре и остаётся под ледяным покровом до конца апреля. Половодье с мая по июнь. Питание снеговое и дождевое. В нижнем течении реки находился посёлок Ура, а в устье — деревня Усть-Ура.
Код водного объекта — 03020300312103000036944.

## Притоки
Притоки: Сидрас, Вырвей, Виска, Прелка, Кевролка.

## Топографические карты
- Лист карты P-38-31,32 верховье  р. Выя. Масштаб: 1 : 100 000. Указать дату выпуска/состояния местности.
- Лист карты P-38-29,30 Вапна. Масштаб: 1 : 100 000. Состояние местности на 1984 год. Издание 1988 г.